# Euproctis singapura
Euproctis singapura är en fjärilsart som beskrevs av Swinhoe 1892. Euproctis singapura ingår i släktet Euproctis och familjen tofsspinnare. Inga underarter finns listade i Catalogue of Life.